# Danielle Woodward
Danielle Anne Woodward (Melbourne, 20 marzo 1965) è un'ex canoista australiana.

## Palmarès

### Olimpiadi
- 1 medaglia:
  - 1 argento (Barcellona 1992 nel K-1)